# 8. kolovoza
8. kolovoza (8. 8.) 220. je dan godine po gregorijanskom kalendaru (221. u prijestupnoj godini).
Do kraja godine ima još 145 dana.

## Događaji
- 847. – U Verdunu su franački vladari - car Lotar I., kralj Ludvig Njemački i kralj Karlo II. Ćelavi, sklopili ugovor o podjeli franačke države na tri dijela: zapadni, srednji i istočni dio
- 1217. – Okrunjen prvi srpski kralj, Stefan Nemanjić "Prvovjenčani"
- 1609. – Pred članovima Senata u Veneciji, Galileo Galilei predstavio svoj teleskop
- 1843. – Južna Afrika postala britanska kolonija
- 1919. – Rawalpindinski mir, u kojem Engleska priznaje neovisnost Afganistana
- 1920. – Posađena prva palma na splitskoj Rivi. Sadnica je naručena s Visa.[1]
- 1945. – Drugi svjetski rat: SSSR proglasio rat s Japanom i pokrenuo invaziju na Mandžuriju s više od milijun vojnika. Japan se predao 15. kolovoza
- 1949. – Butan postao nezavisna monarhija
- 1988. – Ruske trupe počele povlačenje iz Afganistana nakon sedam godina okupacije

| - 1079. – Horikawa, japanski car († 1107.) - 1646. – Godfrey Kneller, njemački slikar († 1723.) - 1694. – Francis Hutcheson, irski filozof († 1746.) - 1720. – Carl Fredrik Pechlin, švedski političar († 1796.) - 1814. – Esther Morris, sufražetkinja i prva sutkinja u SAD-u († 1902.) - 1877. – Jovan Skerlić, srpski književnik - 1879. – Emiliano Zapata, meksički revolucionar († 1919.) - 1934. – Ana Gligić, srpska znanstvenica († 2025.) - 1937. – Dustin Hoffman, američki glumac - 1941. – Anri Jergenia, 4. premijer Abhazije († 2020.) - 1961. – The Edge, glazbenik - 1961. – Sanja Vejnović, hrvatska glumica - 1979. – Rashard Lewis, američki košarkaš - 1981. – Roger Federer, švicarski tenisač - 1988. – Danilo Gallinari, talijanski košarkaš - 1994. – Chancel Mbemba, nogometaš iz DR Konga - 1998. – Shawn Mendes, kanadski pop pjevač | - 117. – Marko Ulpije Trajan, rimski imperator - 1445. – Oswald von Wolkenstein, austrijski skladatelj - 1553. – Girolamo Fracastoro, talijanski fizičar - 1588. – Alonso Sánchez Coello, španjolski slikar - 1631. – Konstantinas Sirvydas, litavski pisac i leksikograf - 1759. – Carl Heinrich Graun, njemački skladatelj - 1828. – Carl Peter Thunberg, švedski naturalist - 1905. – Ilarion Ruvarac, srpski povjesničar i svećenik - 1928. – Stjepan Radić, hrvatski političar (* 1871.) - 1910. – Janko Polić Kamov, hrvatski književnik - 1977. – Edgar Douglas Adrian, britanski liječnik i nobelovac (* 1889.) |

## Blagdani i spomendani
- Švedska - Imendan kraljice Silvije, dan službenog stijega.